# Segunda detención de Hugo Chávez

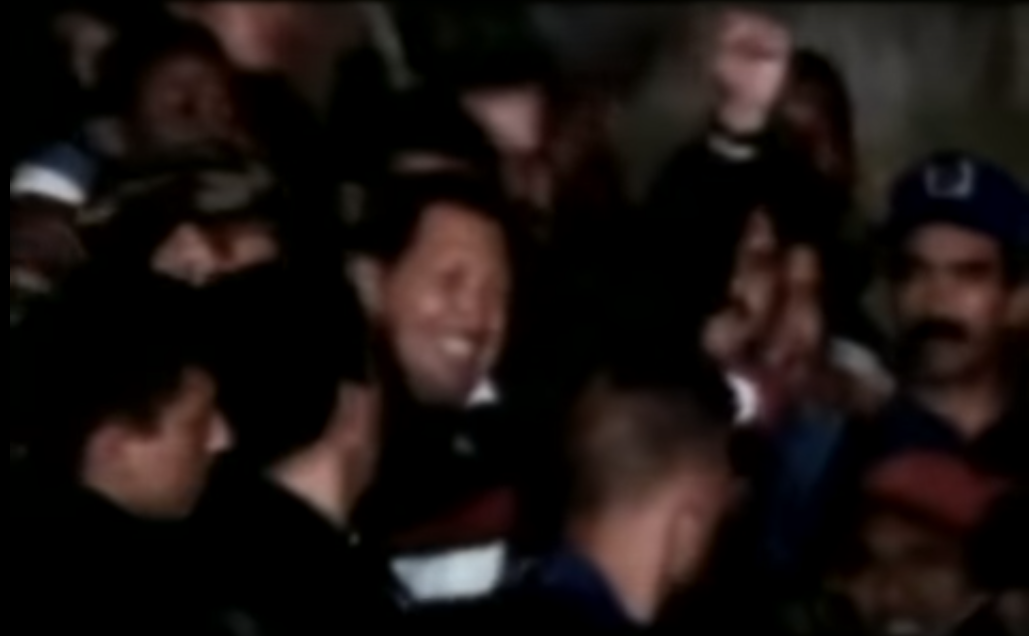
Regreso de Chávez tras su liberación en 2002

La segunda detención de Hugo Chávez, esta vez como presidente de Venezuela, sucedió durante el golpe de Estado en Venezuela de 2002.
En 2002, en el contexto de paro petrolero y protestas civiles por la aprobación por decreto de las 49 leyes, las fuerzas militares le pidieron la renuncia a Hugo Chávez, arrestándolo y llevándolo al Fuerte Tiuna.  Miles de personas se congregaron a las afueras de ese lugar pidiendo su liberación.
Chávez fue trasladado a la isla La Orchila. Durante su detención, pidió un avión para ir a Cuba, pero los militares le negaron este deseo. Tras la renuncia y arresto del recién asumido presidente Pedro Carmona, Chávez regresó en helicóptero militar a Caracas, aterrizando cerca del Palacio de Miraflores a las 02ː50 am, siendo restituido como presidente poco después.